# Elaphe subradiata
Elaphe subradiata este o specie de șerpi din genul Elaphe, familia Colubridae, descrisă de Schlegel 1837.

## Subspecii
Această specie cuprinde următoarele subspecii:
- E. s. enganensis
- E. s. subradiata